# 雨 (1932年の映画)
『雨』（あめ、原題：英語: Rain）は、1932年に製作・公開されたアメリカ合衆国の映画である。

## 概要
ウィリアム・サマセット・モームの小説『ミス・トンプソン（雨）』に基づき1922年ニューヨークで初演されたジョン・コルトンとクレメンス・ランドルフ作の戯曲『雨』の映画化であり、ルイス・マイルストンが監督・製作、ジョーン・クロフォードとウォルター・ヒューストンが主演した。メトロ・ゴールドウィン・メイヤー専属時代のクロフォードにとっては数少ない他社出演でもあった。

## キャスト
- サディ・トンプソン：ジョーン・クロフォード
- アルフレッド・デヴィッドソン：ウォルター・ヒューストン
- ティム・オハラ：ウィリアム・ガーガン

## スタッフ
- 製作/監督：ルイス・マイルストン
- 製作総指揮：ジョセフ・M・シェンク
- 脚色：マクスウェル・アンダーソン
- 音楽：アルフレッド・ニューマン
- 撮影：オリヴァー・T・マーシュ
- 編集：W・ダンカン・マンスフィールド
- 美術：リチャード・デイ